# 太陽の城

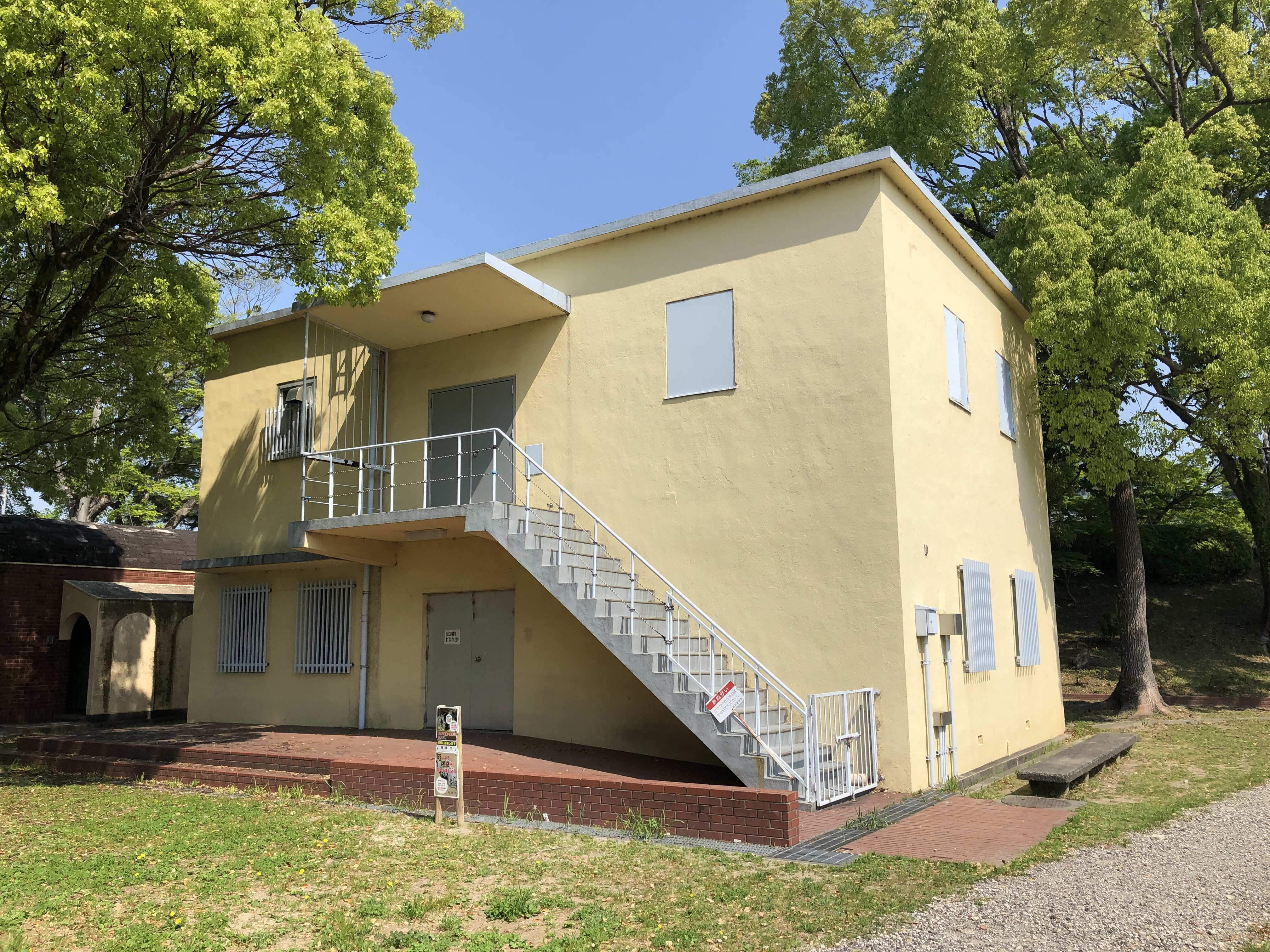
1966年（昭和41年）に建てられた旧児童館の建物

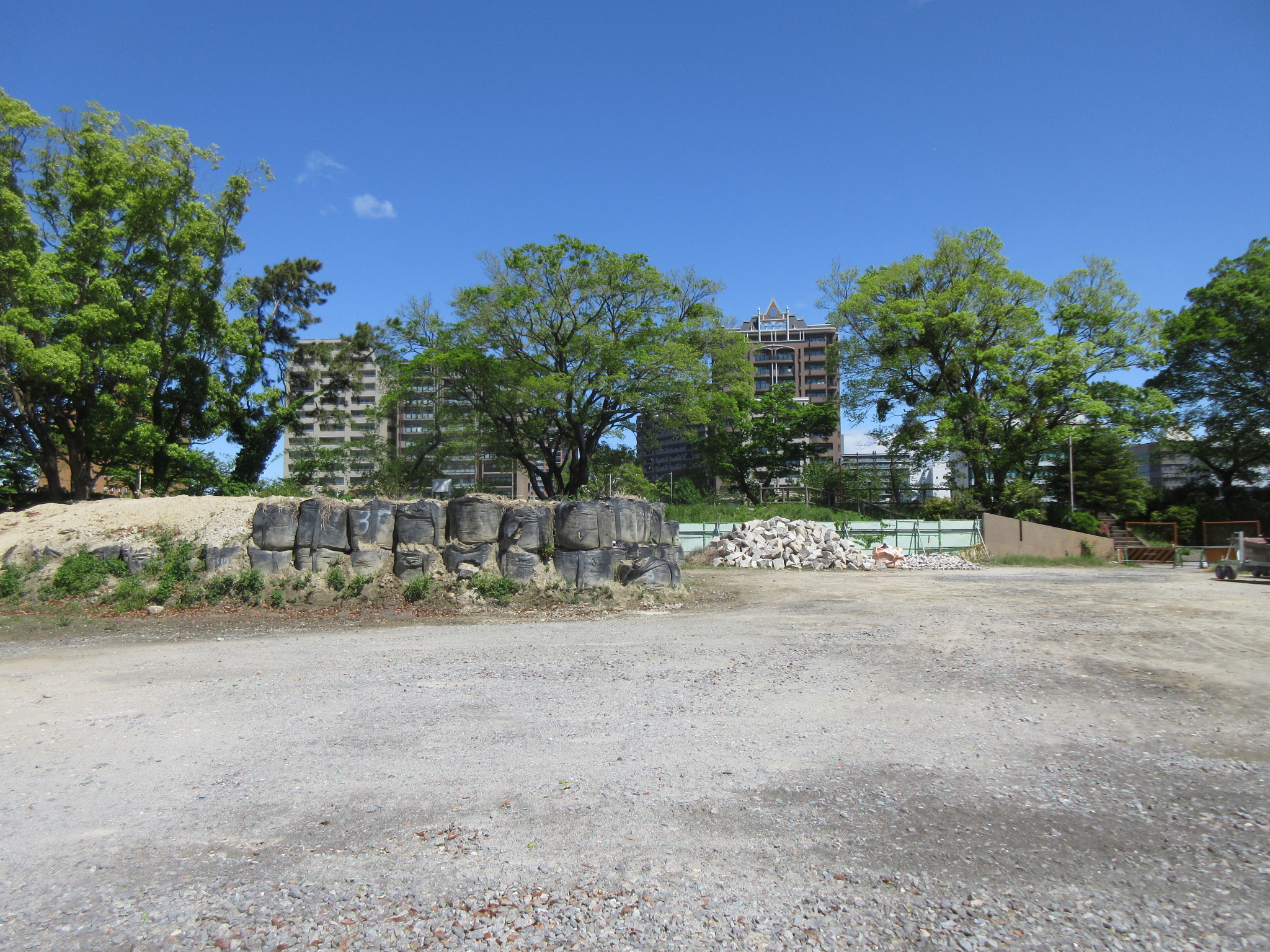
太陽の城跡地

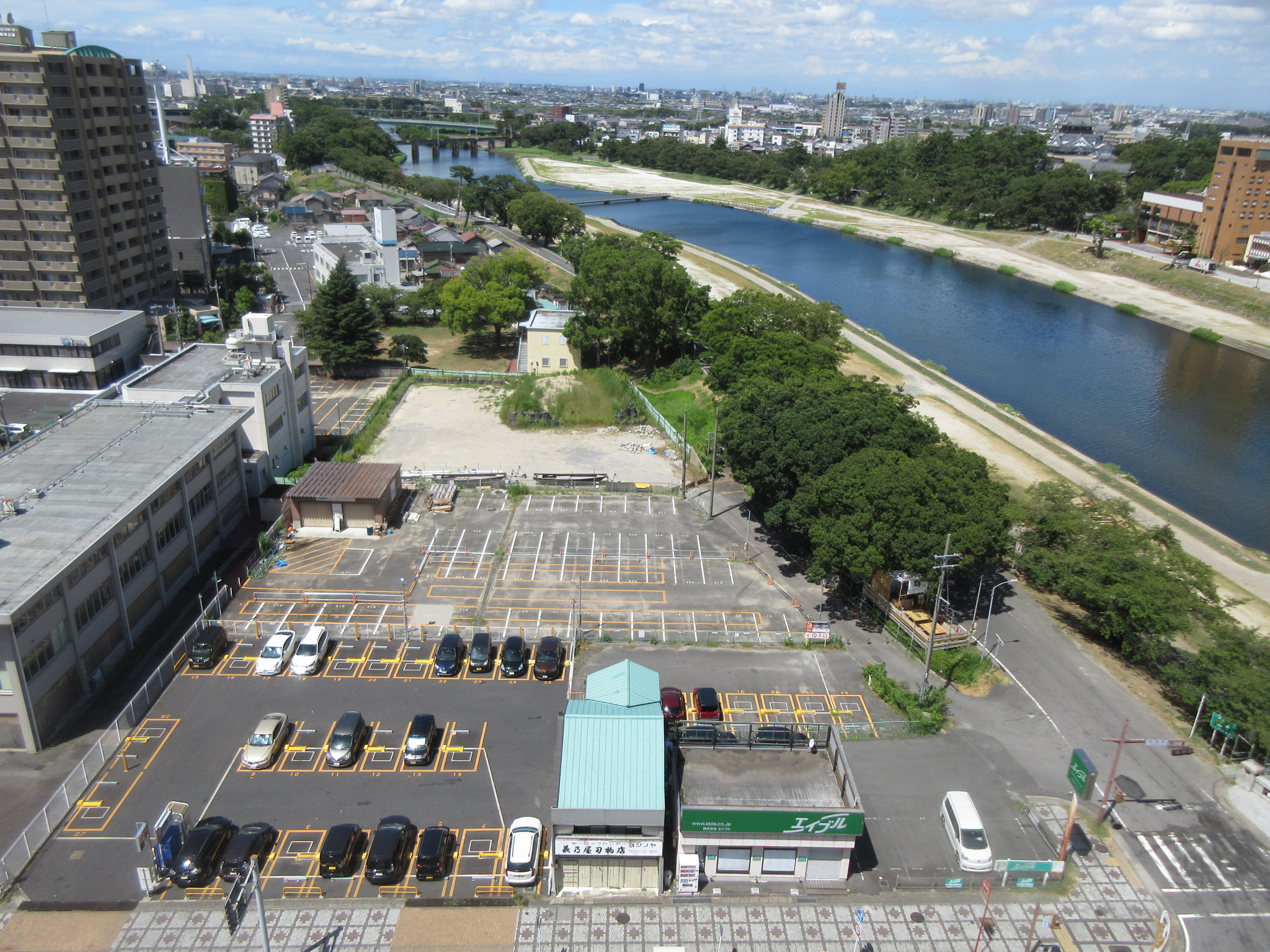
写真奥から、太陽の城の跡地、旧岡崎市教育文化館（左）と太陽の城の駐車場（右）、秀英予備校の跡地

太陽の城（たいようのしろ）は、愛知県岡崎市明大寺本町にあった公共の文化施設、児童館。正式名称は「岡崎市青少年・児童センター 太陽の城」。市民の芸術文化活動と児童の校外指導の拠点として1979年（昭和54年）に建設され、2012年（平成24年）3月31日に閉館した。

## 施設
鉄筋コンクリート5階建て、建物の延べ面積1.972平方メートル。ヨーロッパの古城を思わせる外見は当時では画期的であった。北側に高さ約30メートル、直径7.2メートルのシンボルタワーがあり、ウェストミンスター宮殿のビッグ・ベンをイメージしたチャイム付の時計がはめこまれていた。
1階は、3歳の幼児から小学校3年生までを対象にした児童センター。図書室、集会室、学習室、保健室、遊戯室などが設けられ、体力づくりのため専門の指導員が配置された（開館後、プレイルームも整備）。図書室は2010年（平成22年）時点で児童向け図書約1万2,500冊を備えていた。
2階以上が青少年センターとされた。2階には音楽ライブラリー兼図書室、視聴覚室兼集会室、研修室兼体育室が設けられた。3階から4階までは吹き抜けのステージ付ミュージックホール兼体育室。300人収容のミュージックホールは「騒音に気兼ねせず演奏会や練習をしたい」という市民の要望に応えてつくられた。4階は音響、照明、映写関係の調整室。5階は音楽練習室兼研修室。1986年（昭和61年）4月から1996年（平成8年）11月まで岡崎市視聴覚ライブラリーが入っていた。
利用者は2010年度（平成22年度）実績で13万3,200人あり、広く市民に利用されていたが、各施設の使いづらさは開館当初から指摘されていた。ミュージックホールを演奏会に使う際、舞台裏や袖口、楽屋がないため、出番を待つのに廊下で待たなければならない、バレエの練習のために設計された部屋が、松ヤニの使用が許可されないため実際は練習に使えない、といった問題点があった。

## 沿革
1966年（昭和41年）3月28日に明代公園が完成。その後5月までに公園内に2階建ての児童館が建設された。
1979年（昭和54年）の国際児童年を記念して、明代公園の東側に建てられた。総工費5億1,300万円。4月29日、完工。5月1日、オープン。
3階ロビーには二科会会員の画家、鈴木幸生による縦7.8メートル、横8メートルの「あすなろの希（き）」と題する壁画が飾られた。壁画の右下すみに、内田喜久市長、鈴村正弘教育長、加藤庄一岡崎文化協会長らに酷似した人物の肖像が並んだため、完工時から物議を醸した。同年5月12日には、教育長とおぼしき人物の胸元に長さ10センチの傷が、協会長とおぼしき人物の左肩に7センチの傷がつけられているのが見回りの職員によって発見された。さらに壁画の制作費が高額であったため、同年の6月議会定例会の本会議で取り上げられるまでになった。岡村秀夫市議は「青少年の育成の場、活動の拠点たる建物の中に、市の要職にある人がテープカットする状況が描かれた壁画を、600万円という多額のお金を使って掲げなければならない理由があるのか」と市当局を強く問い糾した。内田の弁によれば、内田が鈴木幸生に主意を尋ねたところ、鈴木は「自分はあの壁画の構想をつくりあげるために、半年近い歳月をかけて想念と理念を集中した。そうしてあの構図を描いたのである。したがって人にはそれぞれの批判や論議はあろうが、私は芸術家として最善を尽くしたつもりである」と答えたという。
翌1980年（昭和55年）、鈴木は竣工記念日にあたる4月29日に人物の部分を自ら塗りつぶしたが、そこから新たに描き加えたのは、あすなろの木を植える内田喜久らしき人物と、その人物の背広の上着を左腕に抱える若者の姿であった。誰の目にも、若者が当時衆院選にかつぎ出されようとしていた内田の長男の内田康宏であることは明らかだった。同年6月の総選挙に際し内田喜久は公選法違反で逮捕され辞職。鈴木は取材に対し「モデルは自由に想像して下さい。絵は時代の証人でね」と答えた。

### 柴田紘一市長が廃止を発表
2010年（平成22年）、市は、上地3丁目にある「アイプラザ」を愛知県から無償で譲り受け、2011年（平成23年）8月2日、「岡崎市総合学習センター」の名称で再整備した。
これを受けて柴田紘一市長は2011年（平成23年）9月1日、市議会定例会の所信表明で、「太陽の城は乙川から岡崎城を望む風光明媚な場所に建ち、商業的にも価値が高い場所であるから、廃止をしてコンベンション機能を有するホテルなどを誘致していきたい」という旨の発言を行った。市内唯一の児童館がなくなることを理由に野党議員から抗議の声が上がるが、賛成多数で太陽の城の廃止条例案は可決された。
2012年（平成24年）3月31日、閉館。同年8月中旬以降に解体工事が始まった。前述の壁画は解体予算とは別に撤去委託料が組まれ、活用方法が定まるまで保管された。

### 閉館後
2020年（令和2年）2月26日、内田康宏市長は、太陽の城跡地、市営駐車場、明代公園、旧岡崎市教育文化館などの土地に、3階建て延べ6,304平方メートルのコンベンション施設、8階建て延べ4,578平方メートルのホテルを建設すると発表した。この時点の計画では「2023年（令和5年）4月1日供用開始」が目標とされた。事業の優先交渉権者に選ばれた酒部建設グループは同年4月、特別目的会社（SPC）の「岡崎リバーリンク株式会社」を設立した。
同年10月18日に行われた市長選挙で、「コンベンション施設の建設中止」を強く訴える元衆議院議員の中根康浩が初当選。同年12月21日、中根は、コンベンション施設整備事業を中止するための協議を一旦、「岡崎リバーリンク株式会社」とホテル運営事業者の三菱地所に申し入れた。
2021年（令和3年）2月26日、中根は市議会定例会で「年内12月までには事業計画を前に進めたい」と発言。考えを改めたことを明らかにし、両事業者に事業一時凍結を申し入れた。
市は同年4月から10月末にかけて市民から意見を聴取し、11月15日、太陽の城跡地の活用に関する「最終素案」と意見聴取の結果を発表した。集まった2,835人の意見のうち、5％未満が「原案通り実施」、3％が「計画中止」、残りの約92％が「何らかの形で施設を建設」であったことから、「現行計画のアップグレード」を基本の方針とすることが決定した。加えて、施設のイメージ図および具体案も公表した。当初の計画にあった約1200平方メートルのコンベンション施設のうち、500平方メートルを、大屋根をかけた半屋外空間にする。アスレチックやボルダリング、全天候型の芝生広場などを整備し、市民の交流スペースを設ける。11月30日、専門家の意見を反映した「最終案」が完成。施設の名称は「（仮称）おかざき乙川リバーフロント交流拠点」とされた。12月17日、市議会は、「岡崎リバーリンク株式会社」に事業一部凍結に伴う賠償金4,275万400円を支払う議案を可決した。
2023年（令和5年）2月21日、「岡崎リバーリンク株式会社」とホテル運営事業者の三菱地所は、「（仮称）おかざき乙川リバーフロント交流拠点」建設に向けた協議を中止すると市に通知した。建設資材の高騰とコロナ禍によるコンベンション需要の落ち込みがその理由とされる。2月24日、「岡崎リバーリンク株式会社」は解散する意思を市に正式に通達した。
同年4月28日、市は、「岡崎リバーリンク株式会社」との協議中止に伴い、次点交渉権者の「スターツグループ」（代表企業：スターツコーポレーション株式会社）に事業を行う意思があるかを確認する文書を送った。6月19日、同グループは書面で辞退した。建設に関する公募は無効となり、中根の市長選挙の公約は果たされた。